# NGC 708
NGC 708 je galaksija u zviježđu Andromeda.

## Vanjske poveznice
- SEDS: NGC 708